# Agroeca annulipes
Espèce
Synonymes
- Agraeca liocranoides Denis, 1956

Agroeca annulipes est une espèce d'araignées aranéomorphes de la famille des Liocranidae.

## Distribution
Cette espèce se rencontre en France en Corse, en Italie en Sardaigne, en Espagne, au Maroc et en Algérie.

## Description
Les mâles mesurent de 3,8 à 5,1 mm et les femelles de 5,4 à 6,4 mm.

## Publication originale
- Simon, 1878 : Les arachnides de France. Paris, vol. 4, p. 1-334 (texte intégral).